# Karl Wilhelm von Horn
Karl Wilhelm Heinrich Georg Horn od 1865 von Horn (ur. 26 października 1807 w Berlinie, zm. 18 maja 1889 tamże) – pruski polityk.
W latach 1849–1862 pracował w pruskim ministerstwie finansów. W latach 1862–1869 nadprezydent prowincji poznańskiej. Od 1869 roku nadprezydent prowincji Prusy, a po jej rozdzieleniu na Prusy Zachodnie i Prusy Wschodnie, nadprezydent Prus Wschodnich do 1882 roku.